# 脳内エステ IQサプリのサプリメント
脳内エステ IQサプリのサプリメントは、かつてフジテレビ系列で放送されていたクイズバラエティ番組『脳内エステ IQサプリ』で行われていたサプリメント（同番組では問題のジャンルをサプリメントと呼んでいた）。

## 通常問題
通常問題の中でも定期的に行われていた問題や、シリーズ化された問題を記述する。

### 合体漢字
原則レギュラー問題の1問目で出題される。主に3 - 7文字程度の提示された複数の漢字（カタカナが含まれる時もある）を合体させて別の漢字を作り熟語を作る。基本的に2文字だが、初期は稀に3文字の事もあった。漢字の一部分を回転・縮小・引き伸ばすなどの工夫が必要な場合も多く、問題によっては合体せずにそのまま使う漢字もある。ただし、漢字は正しく書かない（例：留め、跳ね、漢字の一部分が突き出ていない）と不正解となる。また合体できても、順序が違っていると不正解となる。
- このコーナーの問題、解答VTRはCGを使用しており、演出や答えに合わせた版権曲が使用されていた。
- このコーナーのみ公式HPにて、ほぼ毎回予告されていた。
- 5年間の番組で全部で96問出題された。

### IQクロスワード
2006年2月18日から実施。同年9月までは「パズルでサプリドリル」として不定期に行われていた。同年10月14日放送分からCGがリニューアルされ、合体漢字と週交代でレギュラー問題の1問目に実施（稀に中盤で行われる事もある）。
- 通常のクロスワードと異なり、予め3つのキーワードが出され、文字の向きを変えたり2文字をくっつけて漢字にしたり文字を記入する枠を利用するなど、解くには様々なひねりや工夫が必要。
- ひねりの内容が合っていたとしても、それ以外の部分で誤字・脱字があった場合は不正解となる。

### サプリdeどっち?
- あるなしクイズ。AグループとBグループに分けられた語群に、ある言葉が出され、その言葉はAグループに入るのかBグループに入るのか、理由と共に答える（理由が合ってなければ、正解として認められない）。SPのときを中心にグループが3つのこともある。

### ザ・挑戦サプリ
- 通常の問題だが、出題者が有名人の場合上記タイトルが付く（ドラマ・映画などとのタイアップで、本人がVTR出演する）。

### IQ探偵少女物語→名探偵加恋
- 美山加恋が柔軟な発想とひらめきを使って、さまざまな事件を解決していくシリーズ。2005年7月30日放送分より開始され、最終回まで全19話が放送された（後述の26時間テレビや、ちびまる子ちゃんとのタイアップは含まれない）。
- 第6話（2006年3月11日放送分）以前は『IQ探偵少女物語』というタイトルだったが、第7話（同年3月25日のSP）からタイトルが「名探偵加恋」に改められた。「名探偵コナン」のパロディでタイトルロゴも似せており、BGMも同アニメのOPテーマが使用されている。
- 美山はこのシリーズが開始される前の2005年7月23日放送分に解答者として出演している。その時は正解率が低かったことから、コーナー初回で今田に心配されていた。
- FNS26時間テレビ 国民的なおもしろさ!史上最大!!真夏のクイズ祭り 26時間ぶっ通しスペシャルでは、生で問題を出題した。
- 2006年10月21日放送分のドラマちびまる子ちゃんのタイアップによる問題ではタイトルこそ表示されなかったものの、美山がちびまる子ちゃんに穂波たまえ役で出演していた事にちなんで、美山がたまちゃんの姿から一時的に名探偵加恋の姿になり、問題の答えの解説をした。

### IQトレジャーハンター
- カラテカ扮する探偵2人が、宝探しをする問題。2005年10月22日放送分から11月12日放送分まで全4話が放送され、ストーリー完結後の同年12月17日のSPにて外伝が放送された。

### まんがIQ昔ばなし
- まんが日本昔ばなしのパロディで、昔ばなしのストーリーをアレンジした問題が出題される。ナレーションは滝口順平が担当。

### 引っ掛け問題
- 通常問題だが制限時間は30秒しか無い。スペシャル恒例となっており、画面を見ればすぐに解る問題が出てきて、答え合わせの時にはまず、引っ掛かった例を幾つか（1つのときもある）出され、真の正解は全員の期待を裏切るような答えが出てくる。
- 2時間スペシャルでは必ず行われ、常連出演者の山崎邦正が間違えた後に怒鳴ってスタッフに抗議するやり取りが定番だった。稀に通常放送でも出されたことがある。
- 2016年から2017年に同局で放送された『最上級のひらめきニンゲンを目指せ!クイズ!金の正解!銀の正解!』の問題は、主にこの問題の系統を踏襲していた。

## 早押し問題
主にウォーミングアップとしてオープニングで行われるが、回によっては中盤で行われる場合もある。

### 早押しサプリ文字
ある言葉をダジャレで映像化あるいは静止画化したものを見て何の言葉か当てる。
- 当初はサプリメントの一つ（筆答形式）だったが、後に早押し形式に変更されて2007年8月25日放送分までウォーミングアップとして、オープニングで実施。2008年2月・3月は中盤で行われた事もあった。SPでは最後にも行われる。
- 2007年7月頃からは西城秀樹、Mr.マリック、藤本軍団といったスペシャルゲストがサプリ文字を生で出題する事が何度あり、これが後述の「サプリdeライブ」の原型となった。
- 一部のSPでは、後述の『IQミラーまちがい7』のようなチーム対抗の勝ち抜け方式で行われた。最後まで抜けられなかったチームはペナルティとしてモヤッとグッズを付けさせられたり、IQファームで参加しなければならない（中間成績発表時に最下位でなければ、その時点での最下位チームと交換する）。

### Iキューブ
- 2005年2月19日放送分より実施。ある物や動物、人物など写真が、いくつかの立方体に分割されて回転しながら移動する。パネラーは、その立方体の写真を手がかりに解答する。初期は最初から立方体が全部現れたが、2005年5月7日のSP以降は最初は4個で、時間が経つにつれて徐々に立方体が現れる形式に変更された。さらに分かりにくいよう、側面の色を混ぜて難しくなっている。
- 人物の場合は、答えの芸能人がVTRでメッセージを述べる。また、その芸能人が出演する1クールまたは単発ドラマ・単発番組、新番組などの宣伝の場合がある。当時、竹山の相方だった中島忠幸はVTRではなく直筆のメッセージをスタジオに送り、小島が代読した。
- 『カスぺ!』での特番時代はオープニングクイズとして行われ、答えの著名人が番組の開会宣言を行った。

### IQホイール
- ある人物の名前が、片仮名に変換されて観覧車のように回転する。時折、一文字ずつ（順番は不同）見える。時間が経つと1文字目の位置が表示される。通常は現代の著名人が多いが、歴史上の人物の場合もある。
- BGMはスーパーマリオブラザーズの水中面のアレンジ版（IQ100になるとテンポが速くなる）。

### みんなdeサプリ
- 2005年10月15日のSPより実施。最初のアニメーション時に流れている曲は「公園にいきましょう」の冒頭部分。
- 小学生の集団が、ある二字熟語を人文字で表現する。パネラーは熟語が徐々に完成していく過程を見て、作っている熟語は何か答える。完成していくにつれて、IQ値も下がっていく。このコーナーは問題を公募していた。
- 小学生以外（中学生・ダンスグループ・一般企業など）の集団による出題もある。
- 出題中はテレビアニメ「おじゃる丸」のストーリー内のBGMが流れる。

### 変身サプリーズ
- 2006年4月22日放送分より実施。動物の写真（新幹線などの乗り物のときもある）が時間が経つにつれ、ある有名人の顔写真へと変身していく。パネラーは変身する有名人の名前を答える。変身するにつれて、IQ値も下がっていく。答えの有名人に関係のある・または含まれている問題もあった（例として〈こだま【新幹線】〉→児玉清）。
- Iキューブと同様に、答えの芸能人がVTRでメッセージを述べる事がある。
- 冒頭で流れているBGMは『超新星フラッシュマン』OPのインストゥルメンタル版を編集したもので、「変身！」の掛け声が入るときに流れているBGMは『フラッシュマン』Bパート開始時のアイキャッチBGMである。

### サプリdeライブ
2007年9月1日放送分から12月8日放送分まで実施。お笑い芸人が動きや文字を使い、スタジオでサプリ文字を出題する。初期は藤崎マーケットのみ出題していたが、後に様々な芸人が出演するようになった。先述のサプリ文字と同じくオープニングで行われていたが、12月8日放送分は最後に行われた。
これまでの出題者（サプリdeライブ）。☆は、解答者としての出演経験もある芸人・グループ。
- 藤崎マーケット☆
- 小島よしお☆
- ですよ。
- ダイノジ
- アントキの猪木
- 柳原可奈子☆
- ハイキングウォーキング
- ビックスモールン

- パッション屋良
- 超新塾
- クールポコ
- バッファロー吾郎☆
- にしおかすみこ☆
- ディラン・マッケイ
- 狩野英孝
- エド・はるみ☆

- 優香
- くまだまさし☆
- イワイガワ
- 村上ショージ☆
- 若井おさむ
- COWCOW☆

### IQベイビー パパママだ〜れ?
- 2008年9月20日放送分から実施。早押し問題。
- パパ側とママ側の2名の著名人の顔を合成して出来た架空の赤ん坊の顔が登場。予め一方が明かされ、明かされなかったもう一方の顔の有名人は誰かを当てる。
- 時間が経つにつれ、『変身サプリーズ』の様にパーツが変化して、正解の有名人の顔に近付いていく。
- 初回の9月20日放送分では、早押し問題の一種として出題。リニューアル後の10月18日放送分からは、ウォーミングアップミッションに内含された。

### IQ五七五
- 2013年1月22日・5月28日・10月15日の復活SPで実施。
- 五七五で書かれた文が読み上げられ、それを仮名で書いたときに隠れている有名人の名前を早押しで当てる。

### つなげてサプリ
- 2014年5月20日の復活SPで実施。
- 画面に3つの物の絵が表示される。それぞれを仮名に直して3つを並べ替えることで、ある言葉を作る。

### スッキリ横取り早押しサプリ
- スペシャルのみ実施。上記の早押し問題を行い、スッキリした人が誰か1人（1チーム）から、1スッキリを横取りするコーナー。大抵は中間発表の直後に行われる。0スッキリの人（チーム）からは、横取りできない。
- 2008年9月20日のスペシャルでは最後に行われ、2スッキリ横取り出来た。

### 濁点ドロボー
- 2019年6月14日の復活SPで実施。派生番組「迷Qポワロ」にて行われた、「だくてんドロボー」の復刻版。
- 濁点と半濁点が抜かれた文章が読まれ、元の文章を回答する（例、「うぃきへてぃあのふんしょう」→「ウィキペディアの文章」）。
- 日本テレビ系列で放送されていたサルヂエのコーナー、「まるてんヂエ」の逆バージョンである。

## その他に行われたコーナー

### モノサプリ
物を使った問題。コインやマッチ、紙とペンが多い。
各自、自分のスペースで答えを考えて（カンニング防止用の仕切りで他人の解答が見えない）、分かったらマスタールーム（カーテンで仕切られて、これも他人が解答を見られない）へ移動して、解答を実演する。正解（スッキリ）なら問題から抜けるが、不正解（モヤッと）の場合は自分のスペースへ戻って考え直す。
- 毎回、マスターがサプリガード（禁止事項）を出す[1]。基本的にはマッチ棒の場合は折る、重ねる、紙の場合は破く、裏面を使うなど。稀にジョークを交える事もある[2]。
- 正解発表は、伊東が「見よ、勇者は帰る（得賞歌）」を鼻歌（かつて自身が司会を務めていた『ザ・チャンス!』（TBS）のオマージュ）で歌いながら実演して発表する。
- 稀にアタッシェケースや謎の箱が出てくる場合もあり（2006年3月11日放送で初登場、通算7回）、中には出題に使う物とともに時限爆弾が入っている。アタッシェケースや謎の箱が出現した場合は、5分の制限時間が設けられており（放送上もCMを含めて5分であるため、視聴者にも5分間で挑戦できるようになっている。）、さらに解答用のスペースが施錠され自由にマスタールームへ移動できない（答えが分かったら、秘書に鍵を開けてもらってから、マスタールームへ向かう）。この場合はシンキングBGMが「navras」（ナヴラス）[3]に変わる。5分以内にマスタールームに行って正解できないと時限爆弾が爆発し、照明が赤くなるうえ、モヤッとガス（炭酸ガス）が噴射される（このモヤッとガスは、他のコーナーで使用されている物よりも強力）。仕切り上部に危険を表すトラ柄のテープが貼られている。2時間スペシャルでアタッシェケースが登場した事は、1度も無かった。
- 2006年4月29日放送分は、ハワイ旅行券を賭けて行われた[4]。この時のBGMは、先述のアタッシェケース版と同じ。
- 2時間スペシャルではチーム全員で挑戦する場合と、代表者のみが挑戦する場合があり、回によって形式が異なる。2005年7月2日・9日のドラマスペシャルと12月17日のSPでは最初は代表者のみが挑戦し、一定時間が経つと秘書によるホラ貝の合図が鳴り、その後はチーム全員で挑戦するルールで行われた。
- 2019年の復活特番では主任の今田も挑戦し、今田よりも先に正解出来れば2スッキリ獲得出来た。
- マッチが出てくると秘書が「マッチ田聖子」[5]、「マッチ浦亜弥」などと名乗って、替え歌やモノマネをするのが恒例だった。当初は伊東が童謡の替え歌を歌っており、最終回では伊東の替え歌がダイジェストで放送された。一時期は、視聴者から替え歌を募集していた。
- マッチ棒問題の場合、初期には「愛のマッチ棒劇場」（オープニングBGMはNHK大河ドラマ「いのち」のテーマ曲）として出題していた。

### サプリdeだ〜れ?
- ある品物や建物を「ゲスト」と称して少しずつヒントを出していく。解答者はゲストが何かを当てる。2人（3人）1組のお笑いコンビ、トリオも一人ずつ解答する[6]。分かったら挙手し、マスターに「コソコソパイプ」で答える。正解（スッキリ）なら問題から抜けるが、不正解（モヤッと）なら自分の席へ戻って考え直す。正解した場合、正解者はスッキリフラワーが描かれたメダルを貰える。
- 出演者からの質問を受け付けることもあるが、ほぼ答えになりそうなもの（最初の頭文字等）などは答えることは出来ない。
- 正解発表は、伊東が「ご対面」と言いながらカーテンを開け、ゲストの実物が登場する[7]。
- この問題では、マスター伊東が答えを忘れてしまうというハプニングが3回発生した。この場合、マスターも解答する側に回って秘書が代わりに解答者の答えを聞いていた。2006年2月11日放送分は最後まで答えを思い出す事が出来なかったことから（最後に解答するも不正解）、カーテンを開ける役は石塚が代行した。
- 「ゲスト」が、実は出演している芸能人の私物であることもある。このサプリメントの最後には、スッキリフラワー・モヤッとボールをあしらった「ゲスト」の品物にしたグッズや食品を出演者・視聴者にプレゼントしていた[8]。食品の場合は、製作した店舗で限定販売が行われた事もあった。
- 2006年12月30日の生放送スペシャルでは、ヒントをスタッフがキーボードで直接入力し、この回は不正解者の誤答も公開されなかった。
- SPでは、大きな設備を丸ごと隠す「サプリdeだ〜れ?HYPER」が行われた事がある。また、正解者が定員に達した時点で終了する。

### 歌サプリ「はなわのIQ都道府県」
- はなわが歌う歌詞がなぞなぞになっており、答えは47都道府県のいずれかである。
- まれに正解の都道府県に応じて曲を変えることがある（いわゆるオチ歌詞）。
- 正解の都道府県の発表後、はなわはその都道府県を掛けた事を言うが、その内容がパネラーの誰かにとっての皮肉な事があり、そのパネラーが正解でもモヤッとボールを投げられる事がある。そのため2005年5月14日から、はなわはモヤッとホールの上で歌うようになった。
- スペシャルでは個人戦の場合とチーム戦の場合があり、回によって形式が異なる。
- 2007年4月には「はなわのIQ都道府県II」として、新曲が作られた。しかし、この新曲が使用されたのは2回だけだった。
- 2007年4月以降はしばらく行われていなかったが、2008年9月のSPで腐男塾とのコラボにより久々に復活した。この時はIIではなく、無印のバージョンで行った。

### IQミラーまちがい◯
※上記の◯は間違いの数で、パネラーの数で変動する
- 映像間違い探し。左側が正しい絵で、右側がその絵を鏡に映した状態のものになっていて、鏡の特性を利用した間違い（要は鏡になっていないもののこと）もある。早押し形式で、答えが分かったら席のボタンを押して秘書が名前を言ったら口答する（スペシャル（チーム戦）の時は、分かったら中央にいる会員の席のボタンを押して秘書がチーム名を言ったら口答する）。
- 間違いは参加している出演者（チーム）より1つ少ないため、誰かが最後まで抜けられない。最後まで抜けられなかった人（チーム）は罰として、番組特製の「スッキリジュース」[9]と名付けられた青汁を飲まなければならない。通常は1人（1チーム）だが、スペシャルだと2チーム以上だったり、場合によっては正解した人より多い事もある。
- 間違えたり、誤ってボタンを押した場合はお手つきとして1回休み（誰かが解答するか映像を流し終わるまで解答できない）になった上にその場で起立していなければならない。SPなどのチーム戦では全員起立する。
- コーナー開始当初はBGMが一定で、上から下にスクロールする映像だったが、2005年2月12日放送分以降は主にモヤッとボールの頭をした少年含む三人組が織り成す短編アニメーション映像になり、キャラクターの声をナレーターの古川登志夫、稲田徹らが担当している。
- レギュラー出演者とその日の出演者がアニメの中に登場することが多かった。
- また、時々（当初は2時間スペシャルの時のみ）アニメや映画の映像を用いて出題される。アニメ作品はフジテレビの（ちびまる子ちゃんやワンピースやドラゴンボールZからの出題が基本だが、ルパン三世、巨人の星、新世紀エヴァンゲリオンなど、他系列で放送された過去のアニメ作品からも出題されることがあり、これらのコラボの場合、『○○が鏡ではモヤッとボール』、『アニメ中に出演者（主に今田・石塚）が紛れている』という間違いが必ず存在する。
- 前述の通り「お手つきは起立して1回休み」だが、このコーナーで解答者がお手付きをしてしまうのは極めて少なかった。また、今田はあまりにも簡単な間違いの時にボタンを押し、観客や他の出演者からの抗議に負け「分かりません！」・「手がボタンに当たった」と言ったり、わざと違う答えを言って自ら起立した事が何度かある。
- 2008年5月24日の放送では、この番組の問題VTRとしては初めてハイビジョンで制作された。
- 2004年の初登場から長らく一部の放送分を除いて毎回行われていたが、2008年10月のリニューアル以降は廃止された。特番時代に復活し、ほぼ毎回行われていた。
- 特別ルールが施行された回
  - 2004年12月18日の「第2回IQランキング大決定スペシャル」は「IQミラーまちがい8」で席の右半分と左半分の2ブロック（9人ずつ）に分け、3チーム対抗の個人戦を2回行った。
  - 2005年3月26日の「第3回IQランキング大決定スペシャル」・2006年7月16日の「FNS26時間テレビSP」は6チームだったため「IQミラーまちがい5」としてチーム対抗戦で行った。
  - 2005年5月7日の「紅白IQスッキリ合戦」では「IQミラーまちがい5」として紅組・白組チーム対抗で正解数を競った。既に正解した解答者は解答出来ない。正解数の少ないチームがスッキリジュースを飲む。お手つきはチーム全員1回休みとなり、連帯責任として全員が席を立たなければならなかった。2007年9月15日の「解けなくてハズカシイのは一体誰なのよSP」では「IQミラーまちがい7」で、IQサプリ軍団と芸能界連合軍による対決を同じルールで行った。
  - 2005年7月2日の「ドラマスペシャル」は5チームによる「IQミラーまちがい9」として実施し、2人正解で勝ち抜けだった。
  - 2005年12月17日の「第5回IQランキング大決定スペシャル」・2007年12月15日の「第8回IQランキング大決定スペシャル」は7チームだったため、「IQミラーまちがい6」だった。
  - 2006年5月6日放送の「スッキリキング決定戦」では27人に対し間違いが7つだったため、残った20人がスッキリジュースを飲んだ。
  - 2007年4月7日に放送された『日本偉人大賞』のオープニングで行われた特別編では、8組で「IQミラーまちがい5」を実施。スッキリジュースの罰は無かった。
  - 2007年5月5日の「ゴールデンウィークスペシャル」は10ペアに対し間違いが7つだったため、残った3ペアがスッキリジュースを飲んだ。
  - 2007年5月19日の「先輩・後輩ペアdeタッグマッチスペシャル」は代表者1名が参加（不参加の人はバッテンマスクを着用）。残ったペアは、両者とも飲まなければならなかった。
  - 2007年8月18日の24時間テレビ対抗SPでは「IQミラーまちがい8」として実施。最後まで抜けられなかった場合はスッキリジュースに加え、SPゲストとして出演した藤本敏史（FUJIWARA）率いる「藤本軍団」のモヤッとシート（IQファーム）と席を交換しなければならなかった。その結果、今田がこのルールの犠牲になり、ペナルティとして番組を一時降板。翌週は今田の席を奪った藤本軍団のリーダーである藤本が一時的に2代目サプリリーダーとなった。
  - 2008年5月31日から9月13日放送分までの2チームの対抗制度期間中は最後まで残った人のいるチームのリーダーが代表でスッキリジュースを飲むルールに変更。これによりゲストがスッキリジュースを飲む機会が無くなり、リーダーを務める事が多い今田・ウエンツがほぼ毎回飲むようになった。なお、途中でどちらか一方のチームが全員正解して決着が付いた場合でも、最後まで続行する[10]。
  - 2013年1月22日、5月28日の復活SPでは、23人に対して間違いが6つだったため、残った17人がスッキリジュースを飲まなければならなかった。なお、1月22日のSPに出演したスギちゃんは正解したが、自らの希望により飲んだ。
  - 2014年5月20日の復活SPでは9ペアに対して間違いが8つだったため、残ったペアの2人が同じグラスにストローを刺してスッキリジュースを飲んだ。
  - 2019年6月14日の復活SPでは解答者8組に加えて主任の今田も参加。9人による「IQミラーまちがい8」として実施。

#### これまでにコラボレートした作品（アニメのレギュラー放送も含む）
フジテレビ系列アニメ
- ONE PIECE ※コラボレーション第一弾
- ちびまる子ちゃん
- ドラゴンボールZ
- フランダースの犬
- Dr.スランプ アラレちゃん
- 銀河鉄道999
- ミヨリの森
- ゲゲゲの鬼太郎
- きかんしゃトーマス
- アルプスの少女ハイジ
- あらいぐまラスカル
- 母を訪ねて三千里
- おそ松くん
- ひみつのアッコちゃん
- タイムボカン
- タッチ
- ドラゴンボール改

ポンキッキ関連
- ガチャピンチャレンジシリーズ
- 科学忍者隊ガッチャピン
- およげ!たいやきくん
- パタパタママ
- いっぽんでもニンジン

他系列アニメ
- 天才バカボン
- ルパン三世
- 巨人の星
- インディジョーンズ
- 新世紀エヴァンゲリオン

映画
- ブレイブストーリー
- ONE PIECE THE MOVIE エピソードオブチョッパー+冬に咲く、奇跡の桜
- ゲゲゲの鬼太郎 千年呪い歌
- 東京オンリーピック2008
- クローン・ウォーズ
- パコと魔法の絵本
- エグザムライ-六本木地獄城の章-

ゲーム
- 甲虫王者ムシキング
- オシャレ魔女♥ラブandベリー
- レイトン教授
- Disney マジカルダンス オン ドリームステージ

その他
- マツケンサンバIII
- ギャル曽根 ※VTRに顔のみ実写で出演。

### 絶叫サプリそろえてドン!
- 3人（初期は2人）の会員が4択クイズの答えを「絶叫サプリ そろえて」の後に同時に叫ぶ。誰か一人でも間違えたり、答えられない、また正解しても叫ぶタイミングが合っていない場合は全員にモヤッとガスが発射される。2006年以降は、全員が全問正解すると、「モヤ焼き（うぐいす餡入りのどら焼きでモヤっとボールの焼印が押されている）」が3人に配られる[11]。パーフェクトが1組も出なかった場合は、マスター伊東と中野が代わりに食べた時があった。
- 2005年3月5日放送分は、アナグラム問題が出題された。このバージョンではBGM・効果音が通常版とは異なっている。
- 2005年3月で一旦終了したが、2006年7月に特選サプリにおいて2回復活。同年9月9日放送分から正式に復活し、2007年9月8日放送分まで不定期に行われた。また、2007年1月20日放送分からIQが表示されるようになった。

### ひらがな計算式
- ひらがなで出てきた簡単な計算式を解く。足し算引き算のほか、九九や割り算も登場する。1人でも間違えたら、モヤッとガスが発射されて終了となる。
- 初期にウォーミングアップを兼ねて数回行っており、2006年に「特選サプリ」によって2回復活を果たした。

### サプリ系漢字式
- 漢字のパーツが足し算になっており、それを組み合わせ一つの漢字を作る。合体漢字の原型のコーナーでもあった。
- 初期に数回行っていた。「特選サプリ」のルーレットの中に当コーナーが含まれていたが、一度も選ばれずに復活しなかった。

### IQラプリ
- 2005年10月15日のSPから2007年2月24日放送分まで実施。記憶力を試すサプリメント。15秒間のVTRに流れる8 - 11個（回によって異なる）の言葉を記憶して、回転するレコード盤のセットの上に乗った解答者が、記憶した言葉をラップのリズムに乗せて1つずつ言っていく。順番は決まっておらず、解答が始まる時点でマイクに最も近い人から答える[12]。1人でも答えられなかったり、既出の言葉を言ったり、VTRに存在しない言葉を言うとアウトとなり、針に見立てた「お尻ぺんぺんマシーン○○[13]」によって全員が尻を叩かれる[14]。出てきた言葉をすべて答えることが出来ればクリアとなる[15]。
- 基本的に2回戦行われる[16]。
- このコーナーでは、マスター伊東はDJ風のコスプレをしている。
- 記憶する言葉は、「てちょう」「かちょう」「ぜっこうちょう」など、すべて語尾2 - 3文字が同じ言葉となっている。「ししどじょう」や「こにしき」など、著名人の名前が含まれる事もある。
- 他のコーナーでは2人（3人）1組で参加するお笑いコンビ・トリオもこのコーナーでは一人ずつ参加しなければならないが、回によっては交代で参加する場合もある。当初は1人1回ずつ言えればクリアとなっていたため言葉は参加人数と同じ数だったが、2006年以降は参加人数より覚える言葉の個数が1個多くなったため、トップバッターは2回答えなければならなくなった。また、2005年12月のSPでは7人で10個の言葉を覚えたため、前半の3人は2回答えなければならないルールだった。
- このコーナーのIQは開始当初はIQ80（初回はIQ85）から始まり、1つ正解するごとに最高IQ120まで5ずつ上昇していったが、2005年12月3日放送分から問題ごとにIQが決められるようになった（IQが高いほど、全て記憶出来る難易度が高い）。
- 2006年3月25日のSPではアウトになると、そのチームは1スッキリ没収のペナルティがあった。

### サプリde日記
- ちびまる子ちゃんのキャラクターが日記を読み上げていき、その日記について4 - 5つの質問が出され、早押しで答える。問題が後になるほどIQ値は上がり、最後の問題（IQ120）は答えが複数（4 - 5つ）あるものを全て回答する問題となっている。1人何度答えてもよい。
- 行われたのは2006年5月27日・6月10日・6月24日放送分のわずか3回だけで「特選サプリ」のルーレットの中にも含まれていたが、一度も選ばれることはなかった。

### 特選サプリ
- 2006年7月1日から8月12日放送分まで実施。「IQ都道府県」・「サプリde日記」・「IQラプリ」・「絶叫サプリそろえてドン」・「サプリ系漢字式」・「ひらがな計算式」の6種類のサプリメントの中から止まったものを行う。「サプリde日記」と「サプリ系漢字式」の2つについては当コーナーでは一度も実施されなかった。
- 2006年7月22日放送分は「ひらがな計算式」が選ばれたが、これとは別に「IQ都道府県」が行われた。

### なかとりサプリ
- 2006年10月14日から2007年12月15日のSPまで実施。「あたま→たまご→まくら→くるま→るつぼ→つくね」のように3文字の言葉の真ん中の文字から始まる別の3文字の言葉を作る、しりとりの派生版。秘書の中野アナが「なかとりミナコ」という名前で、ピンク色の鳥の着ぐるみを着て登場する。また、このサプリメントでは会員は各自背中に羽を装着する[17]。
- 会員たちは全員で円形に並び、順番に1人ずつBGMのリズムに合わせて解答台に乗って言葉を言い、中とりを繋げる。
- 最初の文字はなかとりミナコが言った任意の3文字の言葉から始める。2文字目に濁点、半濁点がついている場合、それらを取ってもよい。また、2文字目が小文字の場合は、大文字に置き換える。

例：前の人が「名古屋」（なごや）と言った場合、順番の人は「ご」の濁点を取り「小鉢」（こばち）などと言っても、濁点を取らずに「ゴリラ」などと言ってもいい。また、前の人が「カップ」と言った場合、順番の人は「っ」を大文字にして「積み木」（つみき）など、「つ」から始まる言葉を言う。
- 次の場合はアウトとなり、回答台が後ろに下がりその先にある「モヤカゴ」に閉じ込められる[18]。

1.「りんご」や「カード」など2文字目が「ん」や「ー」のような言葉。
2.3文字でない（2文字以下、4文字以上）言葉。
3.アウトになる言葉や存在しない言葉を言う。
4.1回のゲームで既出の言葉を言う。
5.前の言葉と繋がっていない言葉を言う。
6.リズムを崩す。
3については2007年2月10日放送分で里田まいがるもい（留萌）と言ったのを期に国・都道府県・県庁所在地以外の地名もアウトとなった。
- 基本的に3回戦実施[20]。また、一巡した場合はテンポアップする（3回戦目については最初からテンポアップした状態でスタートする）。
- このサプリメントには、ピンクと緑の小鳥の姿をしたオリジナルキャラクターがいる。
- 初期はゲーム終了後に、このコーナーでアウトになった出演者が緑の小鳥に顔が合成された状態で表示されていたが、2007年以降はこの演出が廃止された。『モヤカゴ』に閉じ込められた出演者は、そのまま置いていかれてしまう事が多い。
- 2007年12月15日のSPではモヤカゴが無く、それぞれのチームから1人が選出され、誰かが2回アウトになるまで行う（アウトになっても引き続き参加）。2回アウトになった人のチームはチームのスッキリが全て没収され、そのままIQファーム行きとなった。

### 漢字成り立ちサプリ
- 象形文字が、現在の漢字に徐々に近づいてくる。それが何の漢字なのかを当てる。現在の漢字に近づくにつれて、IQ値が下がっていく。
- 分かったら早押しボタンを押してから、モニターに答えを書く。正解（スッキリ）なら問題から抜ける。

### プレッシャー系ひとりdeサプリ
- 2007年9月15日放送分から2008年4月19日放送分まで実施。くじ引きで選ばれた1人が比較的簡単な問題に挑戦する。制限時間は1分で、残り30秒になるとヒントが出る（出ない問題もある）。選択問題の場合は理由も聞かれるので、理由も合っていないと正解として認められない。初期は中盤に行われていたが、2007年12月8日放送分からサプリ文字・サプリdeライブに代わってオープニングで行われるようになった。
- 過去に選択式の問題で1つずつ答えを全て言っていくルール違反もあった（例として宮川大輔 (タレント)）が、ペナルティはなかった。
- ヘキサゴンファミリーと対決した放送分では「ふたりdeサプリ」として、対戦形式で行った。先に正解したチームが勝利。時間切れの場合はドローとなる。
- 2008年3月22日のSPでは「ワンミニッツサプリ」として、3人ずつ筆記形式で回答。不正解の場合は、モヤッとガスが発射される。
- 2008年4月19日放送分はBGMが緊迫感のある物から明るめの物に変更されたが、その回をもって終了した。同時に「宿題サプリ」の問題がサプリ文字・サプリdeライブから、このサプリメントで出題されるような形式の問題へ変わった。
- タイムアップ時に使われていたBGMは、ポケットモンスターのロケット団登場時のテーマの初代版冒頭部分。

### 合体漢字一文字（いちもんじ）→早押し漢字一文字
- 「合体漢字一文字」は2007年9月15日放送分のみ実施。漢字の部首（主にへん）と、6つの漢字の一部（つくり）の中から1つを組み合わせて正しい漢字になるものを選ぶ。ただし、不正解だとモヤッとガス（炭酸ガス）が噴射される。サドンデス形式で実施。
- 2008年1月19日放送分から「早押し漢字一文字」に改題され、ルールを一部変更。漢字のつくりが4つ出てきて、5秒後にへんが現れる。組み合わせて正しい漢字を作る。当初は1対1で行われていたが、後に全員参加の早押し問題で行われるようになった。

### IQレシピ
- 2008年3月22日のSPから9月20日のSPまで実施。鍋に放り込まれた6枚の写真から連想されるものは何かを当てる。放り込まれる写真が増えるにつれて、IQ値は下がっていく。
- 分かったら早押しボタンを押してから、モニターに答えを書く。正解（スッキリ）なら問題から抜ける。
- 初回は工場のマシンをイメージしたデザインだったが、2008年4月以降は小豚のキャラクターたちが料理するデザインに変更された。このバージョンでは『IQホイール』と同じBGMが使用されている。

### おぼえて!サプリ
- 2008年4月19日放送分から8月2日放送分まで実施。
- 出演者を2チームに分けて、1チームずつ挑む。
  - 挑戦するのは5人。コンビの場合は、代表1名が挑む。
- 4枚のカードの位置を覚えた後、カードが裏返され、さらにカードがシャッフル（位置の入れ替え）される。そして、出題された問題の答えに当てはまるカードはどれか、「○○で△番」という形式で答える。
- 問題は、キャプテンが予め決めた順番で1人1問ずつ出題される。後で答える人ほど、IQ値及び難易度が上がるため（シャッフルの回数が増える等）、それを考慮して順番を決めないといけない。
- 5人全員正解すればクリア。1人でも間違えるとそこでゲームオーバーとなり、頭上のネットが外れ5人へモヤッとボールが降ってくる。
- 8月2日放送分では、2チーム同時に解答する対戦形式で実施。代表者1人が札を挙げて解答。どちらかが間違えたら、不正解者にモヤッとガスが噴射されて終了のサドンデス方式。両者正解なら、代表者を代えて難易度が上がった次の問題に挑む。両チーム5問目を正解した場合はドローとなる。

### 世界のナベアツサプリ
- 2008年4月19日放送分から9月13日放送分まで実施。茂木健一郎推薦のコーナー。
- 出演者を2チームに分けて、1チームずつ挑む。
- 世界のナベアツの持ちネタ「3の倍数と3の付く数字だけアホになります」になぞらえたサプリメント。
- 「世界のナベアツサプリ、オモロー!」の掛け声の後、1から順番に、目の前のランプがついた人は数字を数える。ただし、3の倍数及び3が付く数字の時はアホになって数えないといけない。ランプは、序盤は左側から1人ずつ順番に点くが、中盤から同じ人に連続してついたり、2人以上同時についたり、30以降になると5人全員点灯が続いたりと規則的ではない。
- 3の倍数及び3が付く数字で普通に数えたり、逆にそれ以外の数字でアホになって数えたりした場合や、目の前のランプが点灯しているのに数え忘れたり、ランプがついていないのに数えるとアウトとなり、その人に向かってモヤッとガスが発射される。
- 3回アウトになる前に、40まで数えられればクリア。3回アウトになってしまったらゲームオーバーとなり、全員にモヤッとガスが発射される。
- このサプリメントでは、世界のナベアツ本人も登場[21]。当初は進行に加わっていたが、8月2日放送分から会員と一緒にサプリメントに参加。しかし、その初回でナベアツ本人が間違えるという失態を犯し、マスター伊東に睨まれた。また、ナベアツは後にランプが点灯したのを気付かずに答え忘れるというミスもあった。
- アホになった時のアクションが特に面白かった、須藤元気、中尾彬、宮崎美子、三谷幸喜などが殿堂入りとなっており、アクションをした様子の肖像画がセットに飾られている。
- たまにアホになる数字の後に普通の数字と連続で点灯（例として「13」と「14」）する事があり、これに戸惑って失敗した人もいる。
- 8月2日放送分からは初挑戦のゲスト出演者による「初心者チーム」と、既にかなりの回数をこなして慣れてしまった今田・石塚らレギュラーや、挑戦経験があるゲスト出演者による「ベテランチーム」にチーム分けされるようになり、「ベテランチーム」向けに難易度が上がった「世界のナベアツサプリ ハイパー」が登場。3の倍数及び3が付く数字でアホになるのに加え、9の倍数（「9」・「18」・「27」・「36」の計4回）ではアホになりつつ、放送回ごとに異なるもう一つのアクション（人を探す、疲れるなど）も同時にこなさないといけない。さらに、通常は中盤あたりから2人以上同時に点灯するのに対し、「〜ハイパー」では2人以上同時に点灯するのが早く、判定もよりシビアになる。

### IQマジック
- 2008年5月31日から9月20日のSPまで実施。
- 2チームによる対抗戦。
- 最初に写真が示された後、マジシャンがその写真のある1ヶ所を消す。2枚の写真を見比べて、消えた部分はどこかを当てる。問題によっては2カ所消され、両方当てないといけないものもある。
- 時間が経過すると共に、消えた部分に向かってズームインして、分かりやすくなる。当然、IQ値及び難易度も下がっていく。
- 分かった人は、筒でマスターに耳打ち。正解なら、抜けることができる（コンビは、片方でも正解できれば勝ち抜け）。先に全組が抜けたチームが、その問題の勝者となる。
- 2008年9月20日のSPは、「脱出!IQマジック」として出題。4チームずつの挑戦で、各チームの代表者1名のみが解答。他のチームメイト2名が風船の膨らむボックスに入らなければならない。シンキングタイム中は徐々に風船が膨らんでいき、代表者が正解すれば鍵を開けて他のチームメイトを救出できる。最後まで残ったチームが連帯責任として他の2人の入ったボックスの中の風船が破裂する。
- 「ザ・挑戦サプリ」ともに、何らかのタイアップで映画やドラマの1シーン等から出題される事が多い。

### IQミュージアム
- 2008年8月9日から9月20日のSPまで実施。
- VTRナレーションは増田晋。
- 2チームによる対抗戦。
  - このサプリメントでは、マスターがミュージアムの館長、秘書がミュージアムの案内人という設定になっている。
- 5人の芸能人が、ある共通の人物の似顔絵を描く。1人ずつ、自分の作品に対するコメントとその似顔絵作品が発表されるので、解答者はモデルになった人物を当てる。
  - 後に登場する作品ほど、本人と似ている度合いが高かったり特徴を掴んでいたりと、分かりやすくなっている。
- 早押し早抜け方式。分かった人は、自分の前にあるボタンを押して、秘書に名前を呼ばれた後、口頭で答える。
  - 出演者は予め大音量の音楽が流れるヘッドホンを装着させられる為、他の人の解答が聴こえない状態になっている。
- 正解ならヘッドホンを外し、問題から抜ける。不正解は、問題から抜けられずそのまま。正解した場合、正解者はメダルを首からぶら下げる。
  - 9月13日放送分以降は、『サプリdeだ〜れ?』等と同じく筒を用いた耳打ちで解答。
- 5人の作品を発表し終わった時点で、より多くの会員が抜けたチームの勝利。負けたチームは、罰ゲームとしてモヤっとボールの形を模した巨大なモヤっとオブジェ（通称「モヤ玉」）が振りかぶってくるので、それを受け止めないといけない。この罰ゲームは、連帯責任としてチーム全員が受ける。
- 初回のみマスターが銅像（判定役）、磯野貴理子がミュージアムの案内人（進行役）、マスターに答えを耳打ちしてから1人ずつモヤっとオブジェの前に座り判定（マスターが×をかざす＝不正解だと落ちてきて飛ばされる）、最後に正解できなかった人全員でモヤ玉を受け止めるというルールだった。

### 文字数ピッタリ!しりとリレー
- 2008年8月16日放送分から9月13日放送分まで実施。
- 2チームによる対抗戦。
- 予め解答順を決めて一列に並び、1対1で対戦。
- しりとりの要領で、前の人が答えた言葉（最初に限り、秘書が言った言葉）の最後の1文字から始まる言葉を答える。ただし、マスターがくじを引いて決めた文字数（2〜6文字）丁度の言葉でないといけない。
  - 濁音・半濁音から始まる場合、濁点・半濁点を取っても良い（例えば「りんご」の次は、「ご」・「こ」のどちらから始めても良い）。
- マスターが文字数を決めた瞬間から、各チームの代表者は目の前のボタンをひたすら叩いて、鳥の人形（「しり鳥」と呼ばれる）を上げる。先に一定回数叩いて、しり鳥を頂上まで上げた方に解答権があるが、文字数が決まる前に叩いてしまうと、フライングとなる（解答権の確保を阻止するためだと思われる）。
- 正解（スッキリ）なら列から抜けて、代表者交代。正解できなかった側はそのまま残って、次の問題に挑む。
- 先にアンカーが正解したチームの勝利。

### 3分でわかる!今夜の右脳力チェック
- 2008年5月31日から8月9日放送分まで、脳トレ（サプリメント）の成果をチェックする最終問題として実施。7月5日のみ、オープニングで実施された。
- 絵を見て違いを見つけたり、法則を推測したりするような選択問題を、7問連続で出題。制限時間は1問につき10秒。
- シンキングタイムのBGMは当初は「小さな世界」が使用されていたが、7月12日以降は別のオリジナル曲に変更された。
- 全問正解なら特Aクラス、6問正解ならAクラス、5問正解ならBクラス、正解が4問以下ならCクラスとランク付けされる。

### 早抜けプレッシャーサプリ
- 2014年5月20日の復活SPで実施。
- 3組6人のペアによる対戦方式。サプリ1問が出題され、分かった人から早押しボタンを押し、マスターに耳打ちで解答。正解すれば通過。先に2人とも正解したペアに3スッキリが加算、残ったペアは1人抜けていてもスッキリは獲得できない。

### 早抜けリレーサプリ
- 2019年6月14日の復活SPで実施。
- 2チーム1対1で対決。サプリが1問出題され、正解すれば次の解答者と交代する。先に全員抜けたチームが2スッキリ獲得できる。

## 対ブラックマスター時代に行われたコーナー
2008年10月11日から2009年1月17日までは番組内容が大幅に変更された事に従い、サプリメントも一部を除いて総入れ替えされた。

### ウォーミングアップミッション→早押しサプリ→横取り!早押しバトル!!
- 1問ごとに、サプリ連合軍の中から指名された1人が答える。
- 出題される問題に対して、制限時間60秒以内に口頭で答える。
  - 出題される問題は、前述の『IQサプリ文字（早押しサプリ文字）』、『IQベイビー パパママだ〜れ?』や『IQシャッフル』など。
- 1問正解（スッキリ）につき1個、ゴールドモヤっとボールを獲得。
- 11月1日放送分からオープニング問題が『リズムIQ 字ンギス間』になった事に伴い、サプリ軍団全員による早押し問題「早押しサプリ」として出題される様になった。
- 12月6日放送分から「横取り!早押しバトル!!」となり、ブラックファイターズも参加。ブラックファイターズが正解した場合、獲得しているゴールドモヤっとボールが1個没収される。

#### IQシャッフル
- アナグラム問題。文章の文字を並べ替えて出来る有名人の名前を、制限時間30秒以内に口頭で答える。

### IQベイビー パパママだ〜れ?
- 内容は上記と同じ。

#### まちがい1
- 左右や上下に並べられた2枚のイラストを見比べて、1つだけある違いを答える。「IQミラーまちがい7」とは違い、シンプルな間違い探しである。

#### ダンシングサプリ
- ひらがな1文字を胴体にしているキャラクターが数体、ステージの上を所狭しと動きまくる。
- 動いているキャラクターの文字を並べ替えると出来る言葉は何かを当てる。

### リズムIQ 字ンギス間
- 2008年10月11日放送分から実施。
- 全員が挑戦。2人以上で参加している組に関しては、代表者1人が挑んだり、2人一緒にステージに立って解答したりと、回によって異なる。
- 1人ずつステージに移動して、「ジンギスカン」の曲に合わせて踊りながら、出されたかな2文字の間に1文字を入れて3文字の言葉を作る。名詞でなくても正解となるが、人名は不可。
- サルヂエのコーナー、「まんなかヂエ」の逆バージョンである。
  - このサプリで使用される「ジンギスカン」は、Berryz工房が唄ったカバー版を基に、番組用に歌詞を一部改変したものを用いる。また、Berryz工房も出題役として登場（2008年12月6日は、ハロプロエッグが代理担当）。
- 言葉を作れない、曲のリズムに合わない（ただし合う合わないの判定は非常に甘い）、4文字以上や存在しない言葉を言った場合はアウト（モヤっと）となる。
- 全員が連続してクリア（スッキリ）すれば、ゴールドモヤっとボールを5個獲得。
- 10月25日放送分から若干ルールを変更。3回のチャンス内で、全員連続でクリアできればゴールドモヤっとボールを5個獲得。また失敗した人への罰ゲームも追加された（10月25日放送分はモヤっとソース（紐スプレー）が、11月1日放送分以降はモヤっとガス（炭酸ガス）がかけられる）。
- 2009年1月17日放送分は、サプリ連合軍・ブラックファイターズが1組ずつ交互に答えていく対抗戦形式であった。

### アドベンチャーサプリ
- 2008年10月11日放送分から実施。
- 深海に生息する生物や最新のロボット等、1つのテーマに沿ったVTRを流し、その中から2択問題を出題。
- 1組正解（スッキリ）につき1個、ゴールドモヤっとボールを獲得。
- 問題は全3 - 5問。

### 早取りサプリ 3択フラッグ
- 2008年10月11日放送分から実施。
- ブラックマスターの子分として登場する刺客「ブラックファイターズ」の、3対3（初回は5対5）勝ち抜き戦。
- 代表者は互いに、中央のテーブルを背にスタンバイ。
- まず、A・B・C三つの選択肢が読み上げられた後に、問題が読み上げられる[22]。
- 答えが分かったら振り向いて、中央のテーブルに立てられた3本のフラッグの中から、正解のフラッグを相手よりも早く取る。不正解のフラッグを取った場合、当初はペナルティ無しで違うフラッグを取り直すこともできたが、後に暗黙の了解として別のフラッグを取り直すことができなくなった。
- 先に正解のフラッグを取った方の勝利。負けた側は、次の代表者と交代。
  - 微妙な差であった場合、スローVTRで判定。それでも勝敗が判断し辛い場合は、別の問題で仕切り直す。
- 先に相手チームのアンカーを倒した方の勝利。ブラックファイターズに勝てば、ゴールドモヤっとボールを5個獲得できるが、負けた場合は5個没収。
- 同年11月1日放送分以降から、5回勝負に変更（11月1日放送分は3勝先取制、11月8日放送分以降は勝利数に応じた数のボールが[23]与えられる。またブラックファイターズの人数が足りない時は、ブラックマスターや秘書の中野もサプリ連合軍の相手として参戦する。

### IQミッション
- 2008年10月11日放送分から実施。
- 2008年9月放送分以前の従来のサプリメント問題が出題される。ただし、以下の変更点がある。
  - 残り時間を示すメーター表示が追加。ヒントの部分に差し掛かった場合、サプリ連合軍へナレーションでヒントが出される。
  - 残り時間が僅かになったら、ナレーションによるカウントダウンも追加。
  - 答えを書き終わったら、自分の席にあるレバーを起こし、判定を待つ。
- 時間内に全員が正解（スッキリ）できれば、ゴールドモヤっとボールを10個獲得。1人でも時間内に正解できなかった場合は失敗となり、バツゲームとしてその人の顔がCGで歪められる。
  - 当初は3問1セットで行っていた。正解者はミッションから抜け、3問出し終える前に全員抜けた場合は5個獲得。ただし1人でも残っていた場合は、5個没収されていた。
- 出題されるサプリメント問題の種類には、2008年9月以前の放送分で頻繁に出されていた『合体漢字』『ザ・挑戦サプリ』等が内含されており、『モノサプリ』で出題される様な問題も出題される（解答方法は、他の問題と同様にモニターに書いて解答）。

### 電光掲示BaaaaN
- 2008年10月11日放送から実施。
- ブラックマスターの子分として登場する刺客「ブラックファイターズ」と対戦する。基本的に1対1（稀に2対2）。12月13日放送分は、ブラックマスターや秘書の中野もサプリ連合軍の相手として参戦した。
- 電光掲示板に流れているひらがなの問題文を読み取って、その問題に答える。ただし、文章の最初と最後がつながって流されるほか、問題文に句読点や記号がないため、文章の切れ目を判断するのがポイント。
- 勝利数に応じて、ボールが与えられる[23]。初回ではブラックファイターズよりも先に正解できれば、ゴールドモヤっとボール1個獲得。2009年初回のチーム戦では勝利した方のチームに1スッキリ獲得。
- このサプリメントに限り、お笑いトリオななめ45°の岡安章介が駅員ナレーションとしてナレーターを務める。2009年1月17日放送分には、スタジオで生でナレーションを担当した。
- 出題時のBGMはEXILEの「銀河鉄道999feat.VERBAL (m-flo) 」（ベストアルバム「EXILE CATCHY BEST」の中に収録）（2008年10月11日のみ）やTHE BLUE HEARTSの「TRAIN-TRAIN」（同年11月8日以降）など電車に関係した曲が使われる。またブラックファイターズと対戦していた時には出題前に「Gota del Vient」等の発車メロディが流れる。
- 11月8日放送分以降は、双方とも帽子を被り、備え付けられたマイクを相手より早く取り解答権を得た方はマイクで駅員になりきって答える。解答の際は正しい問題文も込みで解答する解答者も多かった（問題文の読み上げは義務ではなく、読み上げた問題文が多少間違っていても解答が当たっていれば正解となる。）。

### サプリプライス
- 2008年10月11日放送分のみ実施。
- 1問ごとに、サプリ連合軍の中から2人が代表で答える。
- VTRで紹介された物の値段が、基準の値段（ボーダープライス）より高いか安いか、レバーを倒して予想する。
- 1問正解（スッキリ）につき1個、ゴールドモヤっとボールを獲得。不正解だとモヤっとガスが噴射される。

### スーパースローサプリ
- 2008年10月11日放送分のみ実施。
- ある物が投げられた様子をスーパースローカメラで映し出した映像を、再生速度を変えて3回再生（100％、70％、50％）。なお、映像は横からのアングルで流される為、物体が横切っている様に見えている。
  - 視聴者に対してのみ、再生速度30％の映像も流される。
- 再生された映像を見て、何が横切ったのかを答える。
- 1組正解（スッキリ）につき1個、ゴールドモヤっとボールを獲得。

### IQミュージアム
- 内容は上記と同じ。
- ルールが若干変更され、制限時間以内に全員正解すればゴールドモヤっとボールを獲得。

### IQマジック
- 内容は上記と同じ。制限時間以内に全員が正解すればゴールドモヤっとボールを獲得。
- 出題するキャラクターがマジシャンからブラックマスター（アニメーション）に変更された。

### 浅草グルメ旅サプリ
- 2009年1月17日のみ実施。
- 石塚・柳原可奈子・中野秘書が浅草エリア内のグルメを食べ歩くロケVTRの中から、2択問題が出題される。
- このコーナーはちょうど30分間放送され、一部の地区ではローカル番組を放送するため、このコーナーをカットした。
- 当コーナーは続きがあったが、結局放送されずに番組自体が終了してしまった。

### スターのぞき見サプリ
- 2009年1月17日放送分のみ実施。
- 有名人の楽屋での様子を隠し撮りした写真が1ヵ所だけ変化していくので、どこが変化したかを当てる。
- 分かった人から答えを書いて、書き終わったら自分の席にあるレバーを起こし、判定を待つ。
- 先に全組スッキリ（正解）したチームの勝利。

### モノマネ連想サプリ
- 2009年1月17日放送分のみ実施。
- 1人が画面に映された人物または動物の物真似をし、もう1人がその物真似を見て人物/動物を当てる。分からなければ、2回までパスできる。
- チーム内でローテーションを組み、1人が出題、1人が解答、残りの人は列に並んで待機する。
- 制限時間2分の間により多く正解したチームの勝利。

### ブラックマスター危機一髪
- ラストミッションで、ブラックマスターと直接対決する。
- ここまで獲得したゴールドモヤっとボールの数10個につき1本の剣と交換。代表者[24]が1本ずつ、「黒ひげ危機一発」の要領で、樽の穴に剣を刺していく。
- 6個（初回スペシャルのみ10個）の内1つだけある当たりの穴（予めブラックマスターが、サイコロを振って当たり番号〈初登場から2回目は視聴者のみ公開だったが、それ以降の回は視聴者にも非公開〉を決定）に刺すことができればサプリ連合軍の勝利で、ブラックマスターの頭上に大きなモヤ玉（IQミュージアムで使用していた物）が落下する。全部の剣を刺しても当たりの穴に刺すことができていなければサプリ連合軍の敗北で、5秒のカウントダウンの後、モヤっとシャワー（連合軍メンバーの頭上めがけて、大量のモヤっとボールが降り注ぐ）の罰がある（この回の当たり番号の発表は、罰を受けた後にブラックマスターが口頭で発表する）。

## 常識IQ時代のコーナー
2009年1月24日放送分から3月7日までは、他のクイズ番組のような常識問題が多く取り扱われた。

### IQ都道府県2009
- 日本地図の中から、指定された都道府県を塗りつぶす。
- 上記「IQ都道府県」とは都道府県を扱っている点しか共通点がなく、はなわは登場しない。
- 2009年2月21日放送分は途中から発展形として県庁所在地名で出題され、2009年3月7日放送分では世界地図版の「IQザ・ワールドこの国ど〜こだ?」が登場した。

### 逆書き順サプリ
- 正しい書き順とは逆の書き順で一画ずつ書かれている漢字一文字を当てる。
- 分かった時点で、モニターに答えを書く。正解者が5人出た時点で締め切り。この5人のみ1スッキリを獲得。

### 電光掲示BaaaaN
- 内容は上記と同じ。
- 対ブラックマスター時代と異なり、パネラー席で答える筆答方式。分かった時点でモニターに答えを書き、正解者が5人出た時点で締め切り。この5人のみ1スッキリを獲得。

### 書き取り人名辞典
- 有名人のフルネーム（芸名、四股名など）を漢字で書く。
- 有名人本人が出題する場合もある。

### モジ抜き歌合戦
- 広く知られている童謡をア段の文字を抜いて歌う。早稲田大学グリークラブがお手本を歌った後に、その時点での成績下位数名が挑戦する。
- ア段の文字を抜かさずに歌ってしまうか、ア段以外の文字を抜かして歌うと失敗となり、グリークラブは問題の歌のメロディーでけなす。成功したらお褒めの歌が歌われる。
- 早稲田大学グリークラブは番組の最後にその回の曲で優勝者の発表も行う（回によっては、最下位も歌で発表）。2月21日放送分以降は廃止され、秘書が口頭で発表した。

### 早取りサプリ 3択フラッグ
- 2009年3月7日放送分にて、出演者同士のエキシビジョンとして実施。内容は上記の対ブラックマスター時代と同じ。

### IQサプリドリル
- その回の総仕上げとして最後に行われる。
- 従来のサプリメント問題や常識問題などが出題される。中でも、記号を正しく書く問題やイラストに正しく色を塗る問題が毎回必ず1問は出題されており、2009年3月7日放送分では「IQスケッチ」として独立したコーナーになった。